# Gene Shue
Eugene William "Gene" Shue (ur. 18 grudnia 1931 w Baltimore, zm. 4 kwietnia 2022 w Marina del Rey) – amerykański koszykarz, występujący na pozycji rozgrywającego w latach 1954-64 oraz trener. Uczestnik NBA All-Star Games, zaliczany do składów najlepszych zawodników ligi.

## Osiągnięcia

### Zawodnicze
- 5-krotny uczestnik meczu gwiazd NBA (1958–62)[2]
- Wybrany do:
  - I składu NBA (1960)[3]
  - II składu NBA (1961)[3]

### Trenerskie
- 2-krotny finalista NBA (1971, 1977)[4]
- 2-krotny Trener Roku NBA (1969, 1982)[5]